# Pompa, Fălești
Pompa este satul de reședință al comunei cu același nume  din raionul Fălești, Republica Moldova.